# Памятные монеты Кубы (1962—2011)
Памятные монеты - это монеты выпускающиеся часто к памятным датам, юбилеям и прочим значительным событиям. Монеты могут быть как из драгоценных металлов, так и вовсе из меди. Такие монеты обладают высокой художественной ценностью, так как их выпуск это большой труд, большого количества людей.

## 1962 г
| Номинал    | Наименование монеты                                  | Материал              | Гурт     | Диаметр (мм) | Вес (г) | Толщина (мм) | Изображение |
| ---------- | ---------------------------------------------------- | --------------------- | -------- | ------------ | ------- | ------------ | ----------- |
| 40 сентаво | 30 лет со дня рождения Камило Сьенфуэгоса Горриарана | Медно-никелевый сплав | Рубчатый | 28           | 9,6     | 2            |             |

## 1977 г
| Номинал | Наименование монеты                                   | Материал              | Гурт     | Диаметр (мм) | Вес (г) | Толщина (мм) | Изображение |
| ------- | ----------------------------------------------------- | --------------------- | -------- | ------------ | ------- | ------------ | ----------- |
| 1 песо  | 60 лет Великой октябрьской социалистической революции | Медно-никелевый сплав | Рубчатый | 30           | 11,5    | 2            |             |
| 1 песо  | Антонио Масео                                         | Медно-никелевый сплав | Рубчатый | 30           | 11,5    | 2            |             |
| 1 песо  | Игнасио Аграмонте                                     | Медно-никелевый сплав | Рубчатый | 30           | 11,5    | 2            |             |
| 1 песо  | Карлос Мануэль де Сеспедес                            | Медно-никелевый сплав | Рубчатый | 30           | 11,5    | 2            |             |
| 1 песо  | Максимо Гомес                                         | Медно-никелевый сплав | Рубчатый | 30           | 11,5    | 2            |             |

## 1979 г
| Номинал | Наименование монеты                 | Материал              | Гурт     | Диаметр (мм) | Вес (г) | Толщина (мм) | Изображение |
| ------- | ----------------------------------- | --------------------- | -------- | ------------ | ------- | ------------ | ----------- |
| 1 песо  | Конференция наций неприсоединения . | Медно-никелевый сплав | Рубчатый | 30           | 11,3    | 2            |             |

## 1980 г
| Номинал | Наименование монеты                                             | Материал              | Гурт     | Диаметр (мм) | Вес (г) | Толщина (мм) | Изображение |
| ------- | --------------------------------------------------------------- | --------------------- | -------- | ------------ | ------- | ------------ | ----------- |
| 1 песо  | XXII летние Олимпийские Игры, Москва 1980 — Три фигуры атлетов  | Медно-никелевый сплав | Рубчатый | 30           | 11,5    | 2            |             |
| 1 песо  | XXII летние Олимпийские Игры, Москва 1980 — Три фигуры в рамках | Медно-никелевый сплав | Рубчатый | 30           | 11,5    | 2            |             |
| 1 песо  | Первый советско-кубинский космический полёт                     | Медно-никелевый сплав | Рубчатый | 30           | 11,5    | 2            |             |
| 1 песо  | Флора Кубы — Калохортус (Calochortus, Mariposa)                 | Медно-никелевый сплав | Рубчатый | 30           | 11,5    | 2            |             |

## 1981 г
| Номинал | Наименование монеты                                             | Материал              | Гурт     | Диаметр (мм) | Вес (г) | Толщина (мм) | Изображение |
| ------- | --------------------------------------------------------------- | --------------------- | -------- | ------------ | ------- | ------------ | ----------- |
| 1 песо  | 500 лет открытию Америки — «Нинья» .                            | Медно-никелевый сплав | Гладкий  | 30           | 11,5    | 2            |             |
| 1 песо  | 500 лет открытию Америки — «Пинта»                              | Медно-никелевый сплав | Гладкий  | 30           | 11,5    | 2            |             |
| 1 песо  | 500 лет открытию Америки — «Санта-Мария»                        | Медно-никелевый сплав | Гладкий  | 30           | 11,5    | 2            |             |
| 1 песо  | XIV игры Центральной Америки и Карибского бассейна — Бокс       | Медно-никелевый сплав | Гладкий  | 30           | 11,5    | 2            |             |
| 1 песо  | XIV игры Центральной Америки и Карибского бассейна — Талисман   | Медно-никелевый сплав | Гладкий  | 30           | 11,5    | 2            |             |
| 1 песо  | XIV игры Центральной Америки и Карибского бассейна — Три атлета | Медно-никелевый сплав | Гладкий  | 30           | 11,5    | 2            |             |
| 1 песо  | Международный день еды — Сахарный тростник                      | Медно-никелевый сплав | Рубчатый | 30           | 11,5    | 2            |             |
| 1 песо  | Фауна Кубы — Гигантский сарган (Atractosteus tristoechus)       | Медно-никелевый сплав | Рубчатый | 30           | 11,5    | 2            |             |
| 1 песо  | Фауна Кубы — Колибри-пчёлка                                     | Медно-никелевый сплав | Рубчатый | 30           | 11,5    | 2            |             |
| 1 песо  | Фауна Кубы — Кубинский изумрудный колибри                       | Медно-никелевый сплав | Рубчатый | 30           | 11,5    | 2            |             |
| 1 песо  | Фауна Кубы — Кубинский крокодил                                 | Медно-никелевый сплав | Рубчатый | 30           | 11,5    | 2            |             |
| 1 песо  | Фауна Кубы — Кубинский щелезуб (Solenodon cubanus)              | Медно-никелевый сплав | Рубчатый | 30           | 11,5    | 2            |             |
| 1 песо  | Флора Кубы — Орхидея (Orquidea)                                 | Медно-никелевый сплав | Рубчатый | 30           | 11,5    | 2            |             |
| 1 песо  | Флора Кубы — Флёрдоранж (Azahar)                                | Медно-никелевый сплав | Рубчатый | 30           | 11,5    | 2            |             |
| 1 песо  | Чемпионат мира по футболу 1982, Испания                         | Медно-никелевый сплав | Гладкий  | 30           | 11,5    | ----         |             |

## 1982 г
| Номинал | Наименование монет                                     | Материал              | Гурт     | Диаметр (мм) | Вес (г) | Толщина (мм) | Изображение |
| ------- | ------------------------------------------------------ | --------------------- | -------- | ------------ | ------- | ------------ | ----------- |
| 1 песо  | Мигель Сервантес — Дон Кихот                           | Медно-никелевый сплав | Рубчатый | 30           | 11,7    | ---          |             |
| 1 песо  | Мигель Сервантес — изображение Дон Кихот и Санчо Панса | Медно-никелевый сплав | Рубчатый | 30           | 11,7    | ---          |             |
| 1 песо  | Мигель Сервантес — портрет                             | Медно-никелевый сплав | Рубчатый | 30           | 11,7    | ---          |             |
| 1 песо  | ФАО — Корова                                           | Медно-никелевый сплав | Рубчатый | 30           | 11,5    | ---          |             |
| 1 песо  | ФАО — Цитрусы                                          | Медно-никелевый сплав | Рубчатый | 30           | 11,75   | ---          |             |
| 1 песо  | Хемингуэй, Эрнест — Портрет                            | Медно-никелевый сплав | Рубчатый | 30           | 11,3    | ---          |             |
| 1 песо  | Хемингуэй, Эрнест — Рыбалка с яхты                     | Медно-никелевый сплав | Рубчатый | 30           | 11,3    | ---          |             |
| 1 песо  | Хемингуэй, Эрнест — Старик и море                      | Медно-никелевый сплав | Рубчатый | 30           | 11,3    | ---          |             |

## 1983 г
| Номинал | Наименование монеты                                              | Материал              | Гурт     | Диаметр (мм) | Вес (г) | Толщина (мм) | Изображение |
| ------- | ---------------------------------------------------------------- | --------------------- | -------- | ------------ | ------- | ------------ | ----------- |
| 1 песо  | XIV зимние Олимпийские игры, Сараево 1988 — Горнолыжник          | Медно-никелевый сплав | Рубчатый | 30           | 11,5    | ---          |             |
| 1 песо  | XIV зимние Олимпийские игры, Сараево 1988 — Женщина с факелом    | Медно-никелевый сплав | Рубчатый | 30           | 11,3    | 2            |             |
| 1 песо  | XIV зимние Олимпийские игры, Сараево 1988 — Хоккей               | Медно-никелевый сплав | Рубчатый | 30           | 11,5    | 2            |             |
| 1 песо  | XXIII летние Олимпийские Игры, Лос-Анджелес 1984 — Бег           | Медно-никелевый сплав | Рубчатый | 30           | 11,3    | 2            |             |
| 1 песо  | XXIII летние Олимпийские Игры, Лос-Анджелес 1984 — Дзюдо         | Медно-никелевый сплав | Рубчатый | 30           | 11,3    | 2            |             |
| 1 песо  | XXIII летние Олимпийские Игры, Лос-Анджелес 1984 — Метание диска | Медно-никелевый сплав | Рубчатый | 30           | 11,3    | 2            |             |
| 1 песо  | Всемирная конференция по рыболовству                             | Медно-никелевый сплав | Гладкий  | 30           | 11,5    | 2            |             |
| 1 песо  | Транспорт Кубы — Железная дорога                                 | Медно-никелевый сплав | Рубчатый | 30           | 11,5    | ---          |             |

## 1984 г
| Номинал | Наименование монеты                                           | Материал              | Гурт     | Диаметр (мм) | Вес (г) | Толщина (мм) | Изображение |
| ------- | ------------------------------------------------------------- | --------------------- | -------- | ------------ | ------- | ------------ | ----------- |
| 1 песо  | Изображение крепости — Кастильо- де- Сан- Педро- де- ла- Рока | Медно-никелевый сплав | Рубчатый | 30           | 11,5    | 2            |             |
| 1 песо  | Изображение крепости — Ла-Фуэрса                              | Медно-никелевый сплав | Рубчатый | 30           | 11,5    | 2            |             |
| 1 песо  | Изображение крепости — Морро                                  | Медно-никелевый сплав | Рубчатый | 30           | 111,5   | 2            |             |
| 1 песо  | Сантисима-Тринидад                                            | Медно-никелевый сплав | Рубчатый | 30           | 11,5    | 2            |             |
| 1 песо  | Транспорт Кубы — Воланте                                      | Медно-никелевый сплав | Рубчатый | 30           | 11,5    | 2            |             |
| 1 песо  | Транспорт Кубы — Торговый флот                                | Медно-никелевый сплав | Рубчатый | 30           | 11,5    | 2            |             |

## 1985 г
| Номинал | Наименование монеты                                            | Материал              | Гурт     | Диаметр (мм) | Вес (г) | Толщина (мм) | Изображение |
| ------- | -------------------------------------------------------------- | --------------------- | -------- | ------------ | ------- | ------------ | ----------- |
| 1 песо  | 40 лет ФАО                                                     | Медно-никелевый сплав | Рубчатый | 30           | 11,5    | 2            |             |
| 1 песо  | Всемирный год музыки                                           | Медно-никелевый сплав | Рубчатый | 30           | 11,5    | 2            |             |
| 1 песо  | Международный год лесов                                        | Медно-никелевый сплав | Рубчатый | 30           | 11,5    | 2            |             |
| 1 песо  | Природный заповедник — Игуана                                  | Медно-никелевый сплав | Гладкий  | 30           | 11,5    | ---          |             |
| 1 песо  | Природный заповедник — Игуана (изображение головы)             | Медно-никелевый сплав | Гладкий  | 30           | 11,5    | ---          |             |
| 1 песо  | Природный заповедник — Кубинский крокодил                      | Медно-никелевый сплав | Гладкий  | 30           | 11,5    | ---          |             |
| 1 песо  | Природный заповедник — Кубинский крокодил (изображение головы) | Медно-никелевый сплав | Гладкий  | 30           | 11,5    | ---          |             |
| 1 песо  | Природный заповедник — Попугай                                 | Медно-никелевый сплав | Рубчатый | 30           | 11,5    | ---          |             |
| 1 песо  | Природный заповедник — Попугай /голова/                        | Медно-никелевый сплав | Гладкий  | 30           | 11,5    | ---          |             |

## 1986 г
| Номинал | Наименование монеты                                                                   | Материал              | Гурт     | Диаметр (мм) | Вес (г) | Толщина (мм) | Изображение |
| ------- | ------------------------------------------------------------------------------------- | --------------------- | -------- | ------------ | ------- | ------------ | ----------- |
| 1 песо  | 100 лет автомобилям                                                                   | Медно-никелевый сплав | Гладкий  | 30           | 12      | ---          |             |
| 1 песо  | XV зимние Олимпийские игры, Калгари 1988 — Конькобежный спорт /без олимпийских колец/ | Медно-никелевый сплав | Рубчатый | 30           | 11,5    | ---          |             |
| 1 песо  | Международный год мира                                                                | Медно-никелевый сплав | Гладкий  | 30           | 11,3    | ---          |             |
| 1 песо  | Чемпионат мира по футболу 1986, Мексика                                               | Медно-никелевый сплав | Гладкий  | 30           | 11,5    | ---          |             |

## 1987 г
| Номинал | Наименование монеты                                   | Материал              | Гурт    | Диаметр (мм) | Вес (г) | Толщина (мм) | Изображение |
| ------- | ----------------------------------------------------- | --------------------- | ------- | ------------ | ------- | ------------ | ----------- |
| 1 песо  | 70 лет Великой октябрьской социалистической революции | Медно-никелевый сплав | Гладкий | 30           | 11,5    | ---          |             |
| 1 песо  | 90 лет песо                                           | Медно-никелевый сплав | Гладкий | 30           | 11,5    | ---          |             |
| 1 песо  | 100 лет Отмене рабства                                | Медно-никелевый сплав | Гладкий | 30           | 11,5    | ---          |             |
| 1 песо  | Церкви Кубы — Базилика Нуэстра Сеньора дель Кобре     | Медно-никелевый сплав | Гладкий | 30           | 11,5    | ---          |             |
| 1 песо  | Церкви Кубы — Церковь в Сантьяго-де-Куба              | Медно-никелевый сплав | Гладкий | 30           | 11,5    | ---          |             |
| 1 песо  | Церкви Кубы — Церковь Святой Троицы, Тринидад         | Медно-никелевый сплав | Гладкий | 30           | 11,5    | ---          |             |

## 1988 г
| Номинал | Наименование монеты                                         | Материал              | Гурт     | Диаметр (мм) | Вес (г) | Толщина (мм) | Изображение |
| ------- | ----------------------------------------------------------- | --------------------- | -------- | ------------ | ------- | ------------ | ----------- |
| 1 песо  | 40 лет Кубинскому национальному балету                      | Медно-никелевый сплав | Гладкий  | 30           | 11,5    | ---          |             |
| 1 песо  | 150 лет Большому театру Гаваны                              | Медно-никелевый сплав | Гладкий  | 30           | 11,5    | 2            |             |
| 1 песо  | 155 лет со дня рождения Карлоса Финлея                      | Медно-никелевый сплав | Гладкий  | 30           | 11,3    | 2            |             |
| 1 песо  | 155 лет со дня рождения Карлоса Финлея                      | Медно-никелевый сплав | Гладкий  | 29,9         | 11,3    | ---          |             |
| 1 песо  | Всемирная организация здравоохранения                       | Медно-никелевый сплав | Рубчатый | 30           | 11,5    | ---          |             |
| 1 песо  | Транспорт Кубы — Дирижабль                                  | Медь                  | Гладкий  | 31,1         | 38      | ---          |             |
| 1 песо  | Чемпионат Европы по футболу 1988, ФРГ . Изображение вратаря | Медно-никелевый сплав | Рубчатый | 30           | 11,5    | ---          |             |
| 1 песо  | Чемпионат Европы по футболу 1988, ФРГ. Удар                 | Медно-никелевый сплав | Рубчатый | 30           | 11,5    | ---          |             |
| 1 песо  | Чемпионат мира по футболу 1990. Италия                      | Медно-никелевый сплав | Рубчатый | 30           | 11,5    | ---          |             |

## 1989 г
| Номинал    | Наименование монеты                                          | Материал              | Гурт     | Диаметр (мм) | Вес (г) | Толщина (мм) | Изображение |
| ---------- | ------------------------------------------------------------ | --------------------- | -------- | ------------ | ------- | ------------ | ----------- |
| 1 песо     | 30 лет маршу к победе                                        | Медно-никелевый сплав | Рубчатый | 30           | 11,5    | 2            |             |
| 1 песо     | 30 лет Революции — Фидель Кастро и Камило Сьенфуэгос         | Медно-никелевый сплав | Рубчатый | 30           | 11,5    | 2            |             |
| 1 песо     | 30 лет Революции — Фидель Кастро и Хосе Марти                | Медно-никелевый сплав | Рубчатый | 30           | 11,5    | 2            |             |
| 1 песо     | 30 лет Революции — Фидель Кастро с ружьём                    | Медно-никелевый сплав | Рубчатый | 30           | 11,5    | 2            |             |
| 1 песо     | 30 лет Революции — Эрнесто Че Гевара                         | Медно-никелевый сплав | Рубчатый | 30           | 11,5    | ---          |             |
| 1 песо     | 150 лет кубинской железной дороге                            | Медно-никелевый сплав | ---      | 30           | ---     | ---          |             |
| 1 песо     | 160 лет первой железной дороге в Англии                      | Медно-никелевый сплав | Рубчатый | 30           | 11,5    | ---          |             |
| 1 песо     | 200 лет Французской революции — Бастилия                     | Медно-никелевый сплав | Рубчатый | 30           | 11,5    | 2            |             |
| 25 сентаво | 220 лет со дня рождения Александра фон Гумбольдта            | Медь                  | Гладкий  | 24,4         | 6,4     | 1,8          |             |
| 1 песо     | 220 лет со дня рождения Александра фон Гумбольдта            | Медно-никелевый сплав | Гладкий  | 30           | 11,3    | 2            |             |
| 1 песо     | Кубинская революция — Камило Сьенфуэгос                      | Медно-никелевый сплав | Рубчатый | 30           | 11,5    | 2            |             |
| 1 песо     | Чемпионат мира по футболу 1990, Италия — изображение Колизея | Медно-никелевый сплав | Рубчатый | 30           | 11,5    | ---          |             |
| 1 песо     | Чемпионат мира по футболу 1990, Италия — футболисты          | Медно-никелевый сплав | Рубчатый | 30           | 11,5    | ---          |             |

## 1990 г
| Номинал | Наименование монеты                                       | Материал              | Гурт     | Диаметр (мм) | Вес (г) | Толщина (мм) | Изображение |
| ------- | --------------------------------------------------------- | --------------------- | -------- | ------------ | ------- | ------------ | ----------- |
| 1 песо  | 70 лет со дня рождения Селии Санчес                       | Медно-никелевый сплав | Рубчатый | 30           | 11,5    | 2            |             |
| 1 песо  | 500 лет открытию Америки. Изабелла I                      | Медно-никелевый сплав | Гладкий  | 30           | 11,5    | ---          |             |
| 1 песо  | 500 лет открытию Америки. Колумб и аборигены              | Медно-никелевый сплав | Рубчатый | 30           | 11,5    | ---          |             |
| 1 песо  | 500 лет открытию Америки. Колумб и аборигены              | Медно-никелевый сплав | Гладкий  | 38           | 31,1    | ---          |             |
| 1 песо  | 500 лет открытию Америки. Корабль Колумба плывёт на запад | Медно-никелевый сплав | Гладкий  | 29,9         | 11,3    | ---          |             |
| 1 песо  | 500 лет открытию Америки. Отплытие из порта Палос         | Медно-никелевый сплав | Гладкий  | 30           | 11,5    | ---          |             |
| 1 песо  | 500 лет открытию Америки. Фердинанд II                    | Медно-никелевый сплав | Рубчатый | 30           | 11,5    | ---          |             |
| 1 песо  | 500 лет открытию Америки. Христофор Колумб                | Медно-никелевый сплав | Рубчатый | 30           | 11,5    | ---          |             |
| 1 песо  | XI Пан-Американские игры, Гавана — Бейсбол                | Медно-никелевый сплав | Рубчатый | 30           | 11,3    | ---          |             |
| 1 песо  | XI Пан-Американские игры, Гавана — Волейбол               | Медно-никелевый сплав | Рубчатый | 30           | 11,5    | ---          |             |
| 1 песо  | XI Пан-Американские игры, Гавана — Прыжки в высоту        | Медно-никелевый сплав | Рубчатый | 30           | 11,3    | ---          |             |
| 1 песо  | Конгресс по эсперанто                                     | Медно-никелевый сплав | Рубчатый | 30           | 11,3    | 2            |             |
| 1 песо  | Симон Боливар                                             | Медно-никелевый сплав | Гладкий  | 30           | 11,3    | 2            |             |
| 1 песо  | Чемпионат мира по футболу 1990 в Италии. чемпион Германия | Медно-никелевый сплав | Рубчатый | 30           | 11,5    | ---          |             |

## 1991 г
| Номинал | Наименование монеты                                  | Материал                    | Гурт     | Диаметр (мм) | Вес (г) | Толщина (мм) | Изображение |
| ------- | ---------------------------------------------------- | --------------------------- | -------- | ------------ | ------- | ------------ | ----------- |
| 1 песо  | 500 лет открытию Америки — Атуэй                     | Сталь с никелевым покрытием | Гладкий  | 32,5         | 12,7    | 2            |             |
| 1 песо  | 500 лет открытию Америки — Братья Пинзоны            | Сталь с никелевым покрытием | Гладкий  | 32,5         | 12,7    | 2            |             |
| 1 песо  | 500 лет открытию Америки — Диего Веласкес            | Сталь с никелевым покрытием | Гладкий  | 32,5         | 12,7    | 2            |             |
| 1 песо  | 500 лет открытию Америки — Королева Франции Иоанна I | Сталь с никелевым покрытием | Гладкий  | 32,5         | 12,7    | 2            |             |
| 1 песо  | Год Испании — Ворота Алькала                         | Сталь с никелевым покрытием | Рубчатый | 32,5         | 12,7    | 2            |             |
| 1 песо  | Год Испании — Олимпийский стадион в Барселоне        | Сталь с никелевым покрытием | Рубчатый | 32,5         | 12,7    | 2            |             |
| 1 песо  | Год Испании — Хиральда                               | Сталь с никелевым покрытием | Рубчатый | 32,5         | 12,7    | 2            |             |

## 1992 г
| Номинал | Наименование монеты                                           | Материал                    | Гурт     | Диаметр (мм) | Вес (г) | Толщина (мм) | Изображение |
| ------- | ------------------------------------------------------------- | --------------------------- | -------- | ------------ | ------- | ------------ | ----------- |
| 1 песо  | 25 лет со дня смерти Эрнесто Че Гевары                        | Сталь с никелевым покрытием | Гладкий  | 32,8         | 12,8    | ---          |             |
| 1 песо  | 500 лет открытию Америки — Гуама                              | Сталь с никелевым покрытием | Гладкий  | 32,5         | 12,7    | 2            |             |
| 1 песо  | Год Испании — Палау Сант Жорди                                | Медно-никелевый сплав       | Рубчатый | 32,5         | 12,7    | 2            |             |
| 1 песо  | Год Испании — Севилья                                         | Сталь с никелевым покрытием | Рубчатый | 32,5         | 12,7    | 2            |             |
| 1 песо  | Год Испании — Эскориал                                        | Сталь с никелевым покрытием | Гладкий  | 32,5         | 12,7    | 2            |             |
| 1 песо  | История кубинской почты — почтовый корабль                    | Медно-никелевый сплав       | Рубчатый | 30           | 11,5    | 2            |             |
| 1 песо  | Короли Испании — Фердинанд V и Изабелла I, Хуана I и Филипп I | Сталь с никелевым покрытием | Гладкий  | 32,5         | 12,7    | 1            |             |

## 1993 г
| Номинал | Наименование монеты                          | Материал                    | Гурт     | Диаметр (мм) | Вес (г) | Толщина (мм) | Изображение |
| ------- | -------------------------------------------- | --------------------------- | -------- | ------------ | ------- | ------------ | ----------- |
| 1 песо  | 40 лет атаке на казармы Монкада              | Бронза с медным покрытием   | Рубчатый | 37,9         | 30      | ---          |             |
| 1 песо  | 95 лет со дня рождения Федерико Гарсиа Лорка | Сталь с никелевым покрытием | Гладкий  | 32,5         | 12,7    | ---          |             |
| 1 песо  | Год Святого Иакова                           | Сталь с никелевым покрытием | Гладкий  | 32,5         | 12,7    | ---          |             |
| 1 песо  | Доисторические животные — Халикотериум       | Медно-никелевый сплав       | Рубчатый | 30           | 11,5    | ---          |             |

## 1994 г
| Номинал | Наименование монеты                               | Материал                    | Гурт     | Диаметр (мм) | Вес (г) | Толщина (мм) | Изображение |
| ------- | ------------------------------------------------- | --------------------------- | -------- | ------------ | ------- | ------------ | ----------- |
| 1 песо  | 100 лет Манифесту Монтекристи                     | Медь                        | Рубчатый | 38           | 31,1    | ---          |             |
| 1 песо  | Изображение доисторического животного — Стегозавр | Медно-никелевый сплав       | Рубчатый | 30           | 11,5    | ---          |             |
| 1 песо  | Парусники — La India                              | Сталь с никелевым покрытием | Гладкий  | 32,5         | 12,7    | ---          |             |
| 1 песо  | Парусники — Виктория                              | Медь                        | Гладкий  | 31,1         | 38      | ---          |             |
| 1 песо  | Парусники — Виктория                              | Сталь с никелевым покрытием | Гладкий  | 32,5         | 12,7    | ---          |             |

## 1995 г
| Номинал | Наименование монеты                                            | Материал                    | Гурт     | Диаметр (мм) | Вес (г) | Толщина (мм) | Изображение |
| ------- | -------------------------------------------------------------- | --------------------------- | -------- | ------------ | ------- | ------------ | ----------- |
| 1 песо  | 50 лет ООН                                                     | Медно-никелевый сплав       | Рубчатый | 38           | 25,8    | ---          |             |
| 1 песо  | 50 лет Продовольственной программе (ФАО)                       | Медно-никелевый сплав       | Рубчатый | 30           | 11,5    | ---          |             |
| 1 песо  | 100 лет Войне за независимость Кубы                            | Медь                        | Рубчатый | 38           | 31,1    | ---          |             |
| 1 песо  | 100 лет со дня смерти Хосе Марти                               | Медь                        | Рубчатый | 38           | 31,1    | ---          |             |
| 1 песо  | 100 лет со дня смерти Хосе Марти /сталь с никелевым покрытием/ | Сталь с никелевым покрытием | Рубчатый | 30           | 12      | 2,3          |             |

## 1996 г
| Номинал | Наименование монеты                               | Материал              | Гурт    | Диаметр (мм) | Вес (г) | Толщина (мм) | Изображение |
| ------- | ------------------------------------------------- | --------------------- | ------- | ------------ | ------- | ------------ | ----------- |
| 1 песо  | 40 лет провинции Гранма                           | Медно-никелевый сплав | ---     | 37,9         | 25,91   | ---          |             |
| 1 песо  | 150 лет строительства Швейцарской железной дороги | Медно-никелевый сплав | ---     | 38           | ---     | ---          |             |
| 1 песо  | ФАО — Международная конференция в Риме            | Медно-никелевый сплав | Гладкий | 38           | 35,83   | ---          |             |

## 1997 г
| Номинал | Наименование монеты                                    | Материал              | Гурт    | Диаметр (мм) | Вес (г) | Толщина (мм) | Изображение |
| ------- | ------------------------------------------------------ | --------------------- | ------- | ------------ | ------- | ------------ | ----------- |
| 1 песо  | 30 лет со дня смерти Эрнесто Че Гевары /в полный рост/ | Медно-никелевый сплав | Гладкий | 38           | 26      | ---          |             |
| 1 песо  | 30 лет со дня смерти Эрнесто Че Гевары /портрет/       | Медно-никелевый сплав | Гладкий | 38           | 26      | ---          |             |
| 1 песо  | Визит Фиделя Кастро в Ватикан                          | Медно-никелевый сплав | ---     | 37,9         | 25,91   | ---          |             |

## 1998 г
| Номинал | Наименование монеты                                       | Материал                    | Гурт    | Диаметр (мм) | Вес (г) | Толщина (мм) | Изображение |
| ------- | --------------------------------------------------------- | --------------------------- | ------- | ------------ | ------- | ------------ | ----------- |
| 1 песо  | 1-я всемирная выставка в Германии, Ганновер 2000 — Твипси | Сталь с никелевым покрытием | Гладкий | 32,7         | 12,7    | ---          |             |
| 1 песо  | Иоанн Павел II                                            | Медно-никелевый сплав       | Гладкий | 37,9         | 25,83   | ---          |             |
| 1 песо  | История мировых выставок — Брюссель 1958                  | Сталь с никелевым покрытием | Гладкий | 32,5         | 12,7    | ---          |             |
| 1 песо  | История мировых выставок — Лондон 1851                    | Сталь с никелевым покрытием | Гладкий | 32,5         | 12,7    | ---          |             |
| 1 песо  | История мировых выставок — Париж 1889                     | Сталь с никелевым покрытием | Гладкий | 32,5         | 12,7    | ---          |             |
| 1 песо  | История мировых выставок — ЭКСПО 2000                     | Сталь с никелевым покрытием | Гладкий | 32,5         | 12,7    | ---          |             |
| 1 песо  | История мировых выставок — ЭКСПО 2000, карта Германии     | Сталь с никелевым покрытием | Гладкий | 32,5         | 12,7    | ---          |             |

## 1999 г
| Номинал | Наименование монеты                                  | Материал              | Гурт    | Диаметр (мм) | Вес (г) | Толщина (мм) | Изображение |
| ------- | ---------------------------------------------------- | --------------------- | ------- | ------------ | ------- | ------------ | ----------- |
| 1 песо  | 40 лет со дня окончания революции на Кубе 1953-1959г | Медно-никелевый сплав | Гладкий | 38           | 26      | ---          |             |

## 2000 г
| Номинал | Наименование монеты                                     | Материал              | Гурт    | Диаметр (мм) | Вес (г) | Толщина (мм) | Изображение |
| ------- | ------------------------------------------------------- | --------------------- | ------- | ------------ | ------- | ------------ | ----------- |
| 1 песо  | Новое тысячелетие — Аэростат                            | Медно-никелевый сплав | Гладкий | 38           | 26      | ---          |             |
| 1 песо  | Новое тысячелетие — Голубь                              | Медно-никелевый сплав | Гладкий | 38           | 26      | ---          |             |
| 1 песо  | Новое тысячелетие — Космос                              | Медно-никелевый сплав | Гладкий | 38           | 26      | ---          |             |
| 1 песо  | Реликвии судостроения — Карта Хуана де ла Коса          | Медно-никелевый сплав | Гладкий | 38           | 25,83   | ---          |             |
| 1 песо  | Реликвии судостроения — Колесный пароход «Buenaventura» | Медно-никелевый сплав | ___     | 37,9         | 26,2    | ---          |             |

## 2001 г
| Номинал | Наименование монеты                                   | Материал              | Гурт     | Диаметр (мм) | Вес (г) | Толщина (мм) | Изображение |
| ------- | ----------------------------------------------------- | --------------------- | -------- | ------------ | ------- | ------------ | ----------- |
| 1 песо  | 40 лет сражению при Плая-Хирон                        | Медно-никелевый сплав | Рубчатый | 38           | 26      | ---          |             |
| 1 песо  | 175 лет Освобождению — Место рождения Симона Боливара | Медно-никелевый сплав | Рубчатый | 38           | 26      | ---          |             |
| 1 песо  | Монументы Кубы — Храм                                 | Медно-никелевый сплав | Рубчатый | 38           | 26      | ---          |             |
| 1 песо  | Монументы Кубы — Церковь Святой Троицы, Гавана        | Медно-никелевый сплав | Рубчатый | 38           | 26      | ---          |             |
| 1 песо  | Монументы Кубы — Церковь Святой Троицы, Тринидад      | Медно-никелевый сплав | Рубчатый | 38           | 26      | ---          |             |

## 2002 г
| Номинал | Наименование монеты                           | Материал                    | Гурт    | Диаметр (мм) | Вес (г) | Толщина (мм) | Изображение |
| ------- | --------------------------------------------- | --------------------------- | ------- | ------------ | ------- | ------------ | ----------- |
| 1 песо  | Вожди мирового пролетариата — Владимир Ленин  | Сталь с никелевым покрытием | Гладкий | 38           | 26      | ---          |             |
| 1 песо  | Вожди мирового пролетариата — Карл Маркс      | Сталь с никелевым покрытием | Гладкий | 38           | 26      | ---          |             |
| 1 песо  | Вожди мирового пролетариата — Мао Цзэдун      | Сталь с никелевым покрытием | Гладкий | 38           | 26      | ---          |             |
| 1 песо  | Вожди мирового пролетариата — Фридрих Энгельс | Сталь с никелевым покрытием | Гладкий | 38           | 26      | ---          |             |

## 2003 г
| Номинал | Наименование монеты                      | Материал              | Гурт     | Диаметр (мм) | Вес (г) | Толщина (мм) | Изображение |
| ------- | ---------------------------------------- | --------------------- | -------- | ------------ | ------- | ------------ | ----------- |
| 1 песо  | 75 лет со дня рождения Эрнесто Че Гевары | Медно-никелевый сплав | Рубчатый | 38           | 26      | ---          |             |
| 1 песо  | 75 лет со дня рождения Эрнесто Че Гевары | Медь                  | Рубчатый | 38           | 26      | 3            |             |

## 2004 г
| Номинал | Наименование монеты                       | Материал                    | Гурт    | Диаметр (мм) | Вес (г) | Толщина (мм) | Изображение |
| ------- | ----------------------------------------- | --------------------------- | ------- | ------------ | ------- | ------------ | ----------- |
| 1 песо  | Иберийская фауна — Испанский могильник    | Сталь с никелевым покрытием | Гладкий | 38           | 26      | ---          |             |
| 1 песо  | Иберийская фауна — Рысь                   | Сталь с никелевым покрытием | Гладкий | 38           | 26      | ---          |             |
| 1 песо  | Иберийская фауна — Сапсан                 | Сталь с никелевым покрытием | Гладкий | 38           | 26      | ---          |             |
| 1 песо  | Монументы Кубы — Гаванский университет    | Медно-никелевый сплав       | Гладкий | 38           | 26      | ---          |             |
| 1 песо  | Монументы Кубы — Площадь Вьеха            | Медно-никелевый сплав       | Гладкий | 38           | 26      | ---          |             |
| 1 песо  | Монументы Кубы — Фонтан индийской женщины | Медно-никелевый сплав       | Гладкий | 38           | 26      | ---          |             |

## 2005 г
| Номинал | Наименование монеты                             | Материал                    | Гурт    | Диаметр (мм) | Вес (г) | Толщина (мм) | Изображение |
| ------- | ----------------------------------------------- | --------------------------- | ------- | ------------ | ------- | ------------ | ----------- |
| 1 песо  | 500 лет с начала производства кубинского табака | Сталь с никелевым покрытием | Гладкий | 38           | 26      | ---          |             |

## 2006 г
| Номинал | Наименование монеты                                | Материал              | Гурт    | Диаметр (мм) | Вес (г) | Толщина (мм) | Изображение |
| ------- | -------------------------------------------------- | --------------------- | ------- | ------------ | ------- | ------------ | ----------- |
| 1 песо  | XXIX летние Олимпийские Игры, Пекин 2008 — Бейсбол | Медно-никелевый сплав | Гладкий | 38           | 26      | ---          |             |

## 2007 г
| Номинал | Наименование монеты                                    | Материал                    | Гурт     | Диаметр (мм) | Вес (г) | Толщина (мм) | Изображение |
| ------- | ------------------------------------------------------ | --------------------------- | -------- | ------------ | ------- | ------------ | ----------- |
| 1 песо  | 40 лет со дня смерти Эрнесто Че Гевары                 | Медь                        | Рубчатый | 38           | 26      | 3            |             |
| 1 песо  | 50 лет Первому искусственному спутнику Земли           | Медно-никелевый сплав       | Гладкий  | 38           | 26      | ---          |             |
| 1 песо  | Иберийская фауна — Белоголовый сип (Gyps fulvus)       | Сталь с никелевым покрытием | Гладкий  | 38           | 26      | ---          |             |
| 1 песо  | Иберийская фауна — Глухарь                             | Сталь с никелевым покрытием | Гладкий  | 38           | 26      | ---          |             |
| 1 песо  | Иберийская фауна — Испанский мастиф                    | Сталь с никелевым покрытием | Гладкий  | 38           | 26      | ---          |             |
| 1 песо  | Иберийская фауна — Каталонский осёл                    | Сталь с никелевым покрытием | Гладкий  | 38           | 26      | ---          |             |
| 1 песо  | Иберийская фауна — Лесной кот                          | Сталь с никелевым покрытием | Гладкий  | 38           | 26      | ---          |             |
| 1 песо  | Иберийская фауна — Пиренейский козёл (Capra pyrenaica) | Сталь с никелевым покрытием | Гладкий  | 38           | 26      | ---          |             |
| 1 песо  | Крепости — Ла-Фуэрса                                   | Медно-никелевый сплав       | Рубчатый | 38           | 26      | ---          |             |
| 1 песо  | Крепости — Морро                                       | Медно-никелевый сплав       | Гладкий  | 38           | 26      | ---          |             |
| 1 песо  | Крепости — Пунта                                       | Медно-никелевый сплав       | Рубчатый | 38           | 26      | ---          |             |
| 1 песо  | Трафальгарское сражение — парусник «Санта-Ана»         | Медно-никелевый сплав       | Гладкий  | 38           | 26      | ---          |             |

## 2008 г
| Номинал | Наименование монеты         | Материал              | Гурт     | Диаметр (мм) | Вес (г) | Толщина (мм) | Изображение |
| ------- | --------------------------- | --------------------- | -------- | ------------ | ------- | ------------ | ----------- |
| 1 песо  | Корабли — Принц Астурийский | Медно-никелевый сплав | Рубчатый | 38           | 26      | ---          |             |
| 1 песо  | Корабли — Сан Герменегильд  | Медно-никелевый сплав | Рубчатый | 38           | 26      | ---          |             |
| 1 песо  | Корабли — Сан Карлос        | Медно-никелевый сплав | Рубчатый | 38           | 26      | ---          |             |

## 2009 г
| Номинал | Наименование монеты                                | Материал              | Гурт     | Диаметр (мм) | Вес (г) | Толщина (мм) | Изображение |
| ------- | -------------------------------------------------- | --------------------- | -------- | ------------ | ------- | ------------ | ----------- |
| 1 песо  | 50 лет Революции — монеты                          | Медь                  | Гладкий  | 45           | 41      | ---          |             |
| 1 песо  | 50 лет Революции — Фидель и Рауль Кастро           | Медно-никелевый сплав | Рубчатый | 38           | 26      | ---          |             |
| 1 песо  | 50 лет Революции — Фидель и Рауль Кастро           | Медь                  | Гладкий  | 38           | 26      | 3            |             |
| 1 песо  | 200 лет со дня рождения Авраама Линкольна          | Медно-никелевый сплав | Рубчатый | 38           | 26      | ---          |             |
| 1 песо  | Исчезающие животные — Ламантин и Кубинский погоныш | Медно-никелевый сплав | Рубчатый | 38           | 26      | ---          |             |
| 1 песо  | Международный год астрономии — Галилео Галилей     | Медно-никелевый сплав | Гладкий  | 28           | 26      | ---          |             |

## 2010 г
| Номинал | Наименование монеты                             | Материал | Гурт     | Диаметр (мм) | Вес (г) | Толщина (мм) | Изображение |
| ------- | ----------------------------------------------- | -------- | -------- | ------------ | ------- | ------------ | ----------- |
| 1 песо  | 50 лет встрече Фиделя Кастро и Эрнеста Хемингуя | Медь     | Рубчатый | 38           | 26      | ---          |             |

## 2011 г
| Номинал | Наименование монеты           | Материал              | Гурт    | Диаметр (мм) | Вес (г) | Толщина (мм) | Изображение |
| ------- | ----------------------------- | --------------------- | ------- | ------------ | ------- | ------------ | ----------- |
| 1 песо  | 200 лет независимости Америки | Медно-никелевый сплав | Гладкий | 38           | 26      | ---          |             |